# Carex biegensis
Espèce
Classification phylogénétique
Carex biegensis est une espèce de plantes du genre Carex et de la famille des Cyperaceae.